# Quiste ovárico
Un quiste ovárico es cualquier concentración de fluido dentro del ovario. Algunos de ellos, llamados quistes funcionales son parte del proceso normal de menstruación. Cualquier folículo ovárico mayor de 2 centímetros se denomina quiste ovárico. 
Los quistes se forman durante el ciclo menstrual, y son llamados quistes funcionales y no son lo mismo que los quistes causados por cáncer u otras enfermedades.

## Tipos
Los tipos de quistes ováricos incluyen:
- Folículos de Graaf (que pueden romperse a mitad del ciclo y provocar dolor menstrual)
- Quistes del cuerpo lúteo (que pueden romperse sobre el final del ciclo y tardar hasta tres meses en desaparecer del todo).
- Patológicos, como los debidos al síndrome de ovario poliquístico.

## Causas
Cada mes, durante el ciclo menstrual, crece un folículo (donde el óvulo se está desarrollando) en el ovario. La mayoría de los meses, se libera un óvulo de este folículo, a lo cual se le denomina ovulación. Si el folículo no logra abrirse y liberar un óvulo, el líquido permanece dentro del folículo y forma un quiste, el cual se denomina quiste folicular; también hay otro tipo de quiste, este es llamado quiste del cuerpo lúteo, se presenta después de que un óvulo ha sido liberado de un folículo y a menudo contiene una pequeña cantidad de sangre. Los quistes ováricos son más comunes desde la pubertad hasta la menopausia, período que se conoce como los años fértiles de una mujer. Estos quistes son menos comunes después de la menopausia. Sin embargo se llegan a presentar en etapas fetales y durante las primeras etapas de vida.  Tomar fármacos para la fertilidad puede causar la formación de múltiples quistes grandes en los ovarios y se le denomina síndrome de hiperestimulación ovárica.

### Quistes ovaricos fetales y neonatales
Aunque las causas no siempre son claras, suele atribuirse al desarrollo hormonal fetal. 
Los quistes ovaricos en ocasiones son masas llenas de líquido que se desarrollan en los ovarios de las niñas aún en el útero o poco después de nacer; sin embargo, en la mayoría de los casos tienden a ser benignos y a desaparecer por sí solos con el paso del tiempo. 
El diagnóstico más común se centra en la ultrasonografía para el caso prenatal y el examen físico en donde se evalúa el nivel de distención abdominal, la presencia de dolor y va acompañado de una ecografía para el caso postnatal para descartar la presencia de torsion (es decir, cuando se tuerce sobre sí mismo y corta el suministro de sangre), alguna ruptura (que pueda causar sangrado interno) o  alguna infección.
Dentro del tratamiento depende de cada caso en particular, sin embargo se va de la observación hasta la intervención por medio de cirugía mínimamente invasiva.

## Síntomas
Los quistes ováricos por lo regular no causan síntomas, pero cuando estos ocurren, son: 
- Dolor.
- Períodos menstruales irregulares.
- Infertilidad.
- Distensión o hinchazón abdominal.
- Dolor pélvico poco después del comienzo o finalización del periodo menstrual.
- Dolor en las relaciones sexuales o dolor pélvico durante el movimiento.
- Dolor pélvico constante o sordo.
- Dolor pélvico intenso repentino (lo cual indica que el quiste se ha roto), a menudo con náuseas y vómitos, que puede ser un signo de torsión o retorcimiento del ovario en su riego sanguíneo o ruptura de un quiste con sangrado interno.

## Pruebas y exámenes
Se puede descubrir un quiste durante un examen pélvico o cuando hagan una ecografía por otra razón.
La ecografía se puede hacer para diagnosticar un quiste. El médico o el personal de enfermería tal vez necesiten examinar de nuevo a la paciente en 6 semanas para verificar que este haya desaparecido.
Otros exámenes imagenológicos que se pueden hacer cuando sea necesario:
- Tomografía computarizada
- Estudios de flujo Doppler
- Resonancia magnética

Se pueden hacer los siguientes exámenes de sangre:
- Examen Ca-125 para buscar posible cáncer si la paciente ha llegado a la menopausia o tiene una ecografía anormal
- Niveles hormonales (como la HL, FSH, estradiol y testosterona)
- Prueba de embarazo (GCH en suero)

## Tratamiento
Los quistes ováricos funcionales generalmente no necesitan tratamiento. Por lo regular, desaparecen al cabo de 8 a 12 semanas de manera espontánea.
Si se presentan quistes frecuentes, el médico o el personal de enfermería pueden prescribir píldoras anticonceptivas (anticonceptivos orales). Estos medicamentos pueden reducir el riesgo de nuevos quistes ováricos; sin embargo, estas píldoras no disminuyen el tamaño de los quistes ya existentes. 
Se puede necesitar cirugía para extirpar el quiste o el ovario con el fin de verificar que no sea cáncer ovárico. La cirugía muy probablemente se necesite para:
- Quistes ováricos complejos que no desaparecen.
- Quistes que estén causando síntomas y que no desaparecen.
- Quistes ováricos simples que sean mayores que 5 a 10 centímetros.
- Mujeres menopáusicas o que estén cerca de la menopausia.

Tipos de cirugía para los quistes ováricos:
- Laparotomía exploratoria
- Laparoscopia pélvica para reventar o extirpar el quiste o el ovario